# Fama (2.ª temporada)
A segunda temporada do Fama, também conhecida como Fama Bis, foi exibida entre 6 de julho e 17 de agosto de 2002 pela Rede Globo em sete programas. Foi apresentado por Angélica e Toni Garrido e dirigido por Luiz Gleiser, tendo como jurados Guto Graça Mello, Helio Costa Manso, Ivo Meirelles, Liliane Secco, Maria Carmem Barbosa e Monika Venerabile.
Marcus Vinile foi coroado como vencedor da temporada com 52% dos votos; Maíra Lemos ficou em segundo lugar, enquanto Danny Nascimento e Fábio Nestares dividiram a terceira colocação.

## Produção
As inscrições para o programa foram abertas em maio, quando a primeira temporada estava ainda em andamento, e seguiu o mesmo padrão da anterior, passando por três fases, dos quais 32 candidatos foram pré-selecionados antes de extrair os 10 escolhidos, contando ainda com o voto dos jurados para indicar quem iria para a votação pública. Diferente da edição anterior, os participantes não podiam ter lançado discos sob gravadoras profissionais, devendo ser amadores ou semi-profissionais, nem estarem sob contrato com empresários ou gravadoras. Apesar da apresentação e do corpo de jurados ser mantido, a direção passou para Luiz Gleiser. A temporada começou no mesmo dia que a primeira terminou, mostrando o processo de seleção dos novos candidatos. As bandas RPM e Cidade Negra participaram como mentores especiais. De segunda à sexta-feira um compacto de 5 minutos era exibido antes do seriado Malhação mostrando o que tinha ocorrido na semana anterior fragmentado em cinco partes.

### Expulsão
Logo na primeira semana Maryanna Novaes teve problemas com os especialistas do programa, uma vez que se recusou a participar de aulas de expressão corporal e dança, alegando que estava lá "só para cantar", além de reclamar das técnicas vocais ensinadas e se negar a cantar as músicas escolhidas. Em 16 de julho, dez dias após o início, foi anunciado que Maryanna havia sido retirada do programa por indisciplina e por não cumprir os regulamentos a pedido dos próprios especialistas, que disseram que ela estava tumultuando os ensaios e atrapalhando os demais participantes. Rogério Midlej, que havia ficado entre os 32 pré-selecionados, foi escolhido para entrar no lugar de Maryanna e a partir da segunda semana.

## Participantes
| Participante      | Idade   | Situação                             |
| ----------------- | ------- | ------------------------------------ |
| Marcus Vinile     | 18 anos | Vencedor em 17 de agosto de 2002     |
| Maíra Lemos       | 21 anos | 2º lugar em 17 de agosto de 2002     |
| Danny Nascimento  | 21 anos | 3º lugar em 17 de agosto de 2002     |
| Fábio Nestares    | 30 anos | 4º lugar em 17 de agosto de 2002     |
| Roberta Sá        | 21 anos | 6ª eliminada em 10 de agosto de 2002 |
| David Fantazzini  | 26 anos | 5º eliminado em 10 de agosto de 2002 |
| Thiaguinho        | 18 anos | 4º eliminado em 3 de agosto de 2002  |
| Rogério Midlej    | 30 anos | 3º eliminado em 27 de julho de 2002  |
| Felipe D'Ippolito | 21 anos | 2º eliminado em 20 de julho de 2002  |
| Maryanna Novaes   | 20 anos | Expulsa em 20 de julho de 2002       |
| Uilian Santos     | 19 anos | 1º eliminado em 13 de julho de 2002  |

## Apresentações ao vivo

### Semana 1 (13 de julho de 2002)
| Participante(s)   | Música                                           | Resultado     |
| ----------------- | ------------------------------------------------ | ------------- |
| Danny Nascimento  | "Frevo Mulher" (Zé Ramalho)                      |               |
| Maíra Lemos       | "Frevo Mulher" (Zé Ramalho)                      |               |
| Thiaguinho        | "Devagar com a Louça" (Elis Regina)              | Zona de risco |
| Marcus Vinile     | "Minha Menina" (Maurício Manieri)                |               |
| Felipe D'Ippolito | "Proibida pra Mim" (Charlie Brown Jr.)           |               |
| Uilian Santos     | "Não Aprendi a Dizer Adeus" (Leandro & Leonardo) | Eliminado     |
| David Fantazzini  | "California Dreamin'" (The Mamas & the Papas)    |               |
| Fábio Nestares    | "California Dreamin'" (The Mamas & the Papas)    |               |
| Roberta Sá        | "California Dreamin'" (The Mamas & the Papas)    |               |
| Maryanna Novaes   | "Primeiros Erros" (Capital Inicial)              |               |

### Semana 2 (20 de julho de 2002)
| Participante(s)   | Música                                                    | Resultado     |
| ----------------- | --------------------------------------------------------- | ------------- |
| Fábio Nestares    | "Nuvem de Lágrima" (Fafá de Belém e Chitãozinho & Xororó) |               |
| Maíra Lemos       | "Nuvem de Lágrima" (Fafá de Belém e Chitãozinho & Xororó) |               |
| Roberta Sá        | "Juventude Transviada" (Luiz Melodia)                     |               |
| David Fantazzini  | "Se" (Djavan)                                             |               |
| Danny Nascimento  | "Fullgás" (Marina Lima)                                   |               |
| Rogério Midlej    | "Fullgás" (Marina Lima)                                   |               |
| Felipe D'Ippolito | "Meu Erro" (Os Paralamas do Sucesso)                      | Eliminado     |
| Marcus Vinile     | "Podres Poderes" (Caetano Veloso)                         |               |
| Thiaguinho        | "Pela Vida Inteira" (Kiloucura)                           | Zona de risco |

### Semana 3 (27 de julho de 2002)
| Participante(s)                  | Música                                 | Resultado     |
| -------------------------------- | -------------------------------------- | ------------- |
| Maíra Lemos                      | "Foi Assim" (Wanderléa)                |               |
| David Fantazzini                 | "September" (Earth, Wind & Fire)       |               |
| Roberta Sá                       | "Só Tinha de Ser com Você" (Tom Jobim) |               |
| Fábio Nestares                   | "El Reloj" (Luis Miguel)               |               |
| Rogério Midlej                   | "Que nem Maré" (Jorge Vercillo)        | Eliminado     |
| Danny Nascimento e Marcus Vinile | "Negro Gato" (Renato e Seus Blue Caps) |               |
| Thiaguinho                       | "Você Chegou" (LS Jack)                | Zona de risco |

### Semana 4 (3 de agosto de 2002)
| Participante(s)  | Música                                | Resultado     |
| ---------------- | ------------------------------------- | ------------- |
| David Fantazzini | "Colombina" (Ed Motta)                |               |
| Danny Nascimento | "Mutante" (Rita Lee)                  |               |
| Maíra Lemos      | "Diversão" (Titãs)                    |               |
| Fábio Nestares   | "Sangrando" (Gonzaguinha)             |               |
| Marcus Vinile    | "Linha do Equador" (Djavan)           | Zona de risco |
| Thiaguinho       | "Bate Lata" (Banda Beijo)             | Eliminado     |
| Roberta Sá       | "Coração Leviano" (Paulinho da Viola) |               |

### Semana 5 (10 de agosto de 2002)
| Participante(s)  | Música                                   | Resultado |
| ---------------- | ---------------------------------------- | --------- |
| Danny Nascimento | "Girassol" (Cidade Negra)                |           |
| Fábio Nestares   | "Menina Veneno" (Ritchie)                |           |
| David Fantazzini | "Pétala" (Djavan)                        | Eliminado |
| Marcus Vinile    | "Todo Menino É um Rei" (Roberto Ribeiro) |           |
| Maíra Lemos      | "Ela Não Está Aqui" (KLB)                |           |
| Roberta Sá       | "Desacato" (Antônio Carlos e Jocáfi)     | Eliminada |

### Semana 6: Final (17 de agosto de 2002)
| Participante(s)  | Música                                   | Resultado                    |
| Primeira rodada  | Primeira rodada                          | Primeira rodada              |
| ---------------- | ---------------------------------------- | ---------------------------- |
| Danny Nascimento | "Simples Desejo" (Luciana Mello)         | 3º lugar                     |
| Fábio Nestares   | "Só Você" (Fábio Júnior)                 |                              |
| Maíra Lemos      | "E.C.T." (Cássia Eller)                  | 2º lugar                     |
| Marcus Vinile    | "Deixa a Vida Me Levar" (Zeca Pagodinho) | Vencedor                     |
| Segunda rodada   |                                          |                              |
| Fábio Nestares   | "Uma Noite e 1/2" (Marina Lima)          | Apresentação não-competitiva |
| Marcus Vinile    | "Uma Noite e 1/2" (Marina Lima)          | Apresentação não-competitiva |
| Danny Nascimento | "Começar de Novo" (Ivan Lins)            | Apresentação não-competitiva |
| Maíra Lemos      | "Começar de Novo" (Ivan Lins)            | Apresentação não-competitiva |
| Danny Nascimento | "Não Vou Ficar" (Roberto Carlos)         | Apresentação não-competitiva |
| Marcus Vinile    | "Não Vou Ficar" (Roberto Carlos)         | Apresentação não-competitiva |
| Fábio Nestares   | "As Quatro Estações " (Sandy e Junior)   | Apresentação não-competitiva |
| Maíra Lemos      | "As Quatro Estações " (Sandy e Junior)   | Apresentação não-competitiva |

## Audiência
A segunda temporada estreou com 19 pontos de audiência. Os compactos semanais chegavam a atingir 30 pontos, impulsionados pelo seriado Malhação. A semifinal atingiu 19 pontos, embora a final tenha sido menor, conquistando 17 pontos.